# John Hans Menkes
John Hans Menkes (* 20. Dezember 1928 in Wien; † 22. November 2008 in Los Angeles) war ein US-amerikanischer Mediziner, der als der erste Entdecker der Menkes-Krankheit gilt.
Als Elfjähriger floh er 1939 mit seiner Familie nach Amerika und entging so dem Holocaust.
Schon sein Vater und Großvater waren Mediziner, er folgte der Tradition und studierte ebenfalls Medizin, trotz seines innigen Wunsches, Journalist zu werden. Zunächst war er an der Johns Hopkins University, später wechselte er an die auf Pädiatrie spezialisierte Harvard University.
John Menkes war ein weltweit anerkannter Neurologe und Leiter der Pädiatrischen Neurologie am Cedars-Sinai Medical Center in Los Angeles. Seine Liebe zur Literatur verlor er deshalb aber nicht, denn er schrieb neben der fachwissenschaftlichen medizinischen Literatur unter anderem Theaterstücke und Romane und erhielt einige Literaturpreise.
Bekannt wurde er, als er 1962 die nach ihm benannte Kupferstoffwechsel-Krankheit an den Haaren der Säuglinge (Pili torti = lat. für gewundene Haare) sowie Gedeih- und Entwicklungsstörungen diagnostizierte. Zehn Jahre später, 1972, konnte Danks, ebenfalls Arzt und schon 1962 mit John Menkes arbeitend, die Ursache der Krankheit aufdecken. Danks hatte von australischen Agrarforschern die seltene Krankheit an Schafen mit gezacktem Fell, also genau wie die Haare bei Kindern mit dem Menkes-Syndrom, vorgestellt bekommen. Die Forscher lösten das Problem, indem sie den Schafen Kupfer verabreichten, wodurch das Fell wieder normal wurde.